# Dentalhygieniker
Ein Dentalhygieniker (umgangssprachlich auch Zahnhygieniker) ist in Deutschland ein Zahnmedizinischer Fachangestellter, der eine Aufstiegsfortbildung im Fachbereich Prophylaxe absolviert hat. Schwerpunkt ist der Bereich der Parodontologie. Das Aufgabengebiet ist die begleitende Therapie von Zahnbett- und Zahnfleischerkrankungen. Dabei informiert der Dentalhygieniker über Zahn- und Mundgesundheit. Des Weiteren liegt ein Aufgabenbereich eines Dentalhygienikers in der Erhaltungstherapie und Nachsorge parodontaler und periimplantärer Erkrankungen.

## Ablauf der Fortbildung
Für diese Fortbildung wird eine (in der Regel dreijährige) Ausbildung zum Zahnmedizinischen Fachangestellten (ZFA) benötigt. Danach muss eine zweijährige Berufstätigkeit nachgewiesen sein. Erst dann besteht die Möglichkeit eine Fortbildung zum Zahnmedizinischen Fachassistenten (ZMF, ca. 800 Stunden) oder Zahnmedizinischen Prophylaxeassistenten oder -helfer (ZMP, ca. 450 Stunden) zu absolvieren. Der Nachweis dieser vorab bestandenen Prüfungen und erneut mindestens eine einjährige Berufstätigkeit sind Grundvoraussetzung um die Fortbildung zum Dentalhygieniker zu absolvieren. Weiterhin werden ein Röntgenkurs und ein Erste-Hilfe-Kurs benötigt. Die Fortbildung umfasst mindestens 800 Stunden.
Die Dauer der Fortbildung beträgt sechs Monate in Vollzeit oder dreizehn Monate berufsbegleitend. Die Fortbildungskosten liegen zwischen 6.000 Euro und 14.000 Euro. Der zu erwartende Mehrverdienst beträgt rund 30 % im Vergleich zum Zahnmedizinischen Fachangestellten.
| DH Kammer-Fortbildung             | Dipl. DH (CH)             | DH B.SC. (NL)             |
| --------------------------------- | ------------------------- | ------------------------- |
| Voraussetzung ZFA,ZMP,ZMF 5 Jahre |                           |                           |
| 800 Stunden                       | 6700 Stunden              | 7350 Stunden              |
| Ausbildungsdauer: ca. 1 Jahr      | Ausbildungsdauer: 3 Jahre | Ausbildungsdauer: 4 Jahre |
| 11.900–22.200 €                   |                           |                           |

Es gibt ca. 600 Kammer-DHs in Deutschland. Die Kammer-DH ist momentan weder akkreditiert noch im DQR/EQR auf Stufe 6 gelistet oder ein lizenzierter medizinischer Beruf.

## Bachelor-Studium Dentalhygiene
Seit dem Sommersemester 2014 gibt es einen sechs-semestrigen Bachelor-Studiengang Dentalhygiene (genauer Titel Dentalhygiene und Präventionsmanagement B.Sc.) an der praxisHochschule in Köln. Der Studiengang wurde von der AHPGS für fünf Jahre akkreditiert und kann in einer ausbildungsintegrierenden und einer auf vier Semester verkürzten praxisintegrierenden Variante studiert werden. Zugangsvoraussetzung für die praxisintegrierende Variante ist die abgeschlossene Ausbildung als Zahnmedizinische Fachangestellte.
Die SRH Hochschule für Gesundheit bietet den Bachelor-Studiengang Dental Hygienist (B. Sc.) ab dem Wintersemester 2019/2020 an. Studierende können nach Abschluss des sechs-semestrigen Vollzeitstudiums in Blockform als Dental Hygieniker in der Prävention, Therapie und Nachsorge Aufgaben im Rahmen der Delegation übernehmen, um den Zahnarzt zu entlasten.

## Diplom-Dentalhygieniker
Diplom-Dentalhygieniker (DH/Dental Hygienist) ist in den USA ein lizenzierter paramedizinischer Beruf in der Zahnheilkunde. Das Arbeitsgebiet umfasst in erster Linie die präventive Parodontitis-Therapie und die Schaffung einer optimalen Mundgesundheit.
Tätigkeitsbereich:
- Befunderhebung: extraorale und intraorale Befunde
- Röntgen/Fotografie
- Lokalanästhesie (mit zusätzlicher Lizenz)
- Entfernung störender Faktoren
- Zahn- und Taschenreinigung
- Politur
- Fluoridierung und Behandlung überempfindlicher Zahnhälse
- Mundbehandlung
- kosmetische Behandlung
- Ernährungsanamnese und Beratung
- individuelle Beratung über Mundhygiene-Hilfsmittel (Motivation)
- Patientenservice

## Diplom-Dentalhygieniker international
In Deutschland arbeiten ca. 100 Diplom-Dentalhygieniker, die ihr Diplom im Ausland erworben haben. Das Berufsbild des Diplom-Dentalhygienikers ist in Deutschland nicht existent. Der Berufstitel ist nicht geschützt. Der Beruf Diplom-Dentalhygieniker ist in fast allen Ländern staatlich anerkannt. Dem Beruf geht eine komplette eigenständige Berufsausbildung von 2 bis 3 Jahren bzw. 4500 Stunden auf Fachhochschulniveau voraus. Diese Ausbildung ist in fast allen Ländern möglich, bislang jedoch nicht in Deutschland, Frankreich und Österreich. In Deutschland startet der erste vollverschulte Universitäts-Studiengang mit 180 ECTS im Jahr 2016.

### USA
In den USA, Geburtsland des Dentalhygienikers – seit 1913 gibt es dort diesen Beruf – sind die Richtlinien wie folgt:
Vorgeschrieben ist der Besuch einer vom ADA (American Dental Association) akkreditierten mindestens zweijährigen vollverschulten Schule (College oder Universität). Voraussetzung zum College ist ausschließlich der High-School-Abschluss (Säkundarschulabschluss, 13 Schuljahre). Bevor der Diplom-Dentalhygieniker seine Arbeit beginnen kann, muss er lizenziert sein bzw. ein Associate Degree, ein Staatsexamen und ein Staatenexamen (Lizenzierung) vorweisen. Erst dann ist er berechtigt, den Berufstitel Registered Dental Hygienist (RDH) zu führen, der geschützt ist. Missbrauch wird strafrechtlich verfolgt. Ohne diesen Titel kann er in den USA nicht arbeiten; dieser Titel wird ausschließlich in den USA vergeben. Darauf aufbauend kann er einen Bachelor Degree oder Master Degree ablegen. Laut Access, dem Journal des amerikanischen Diplom-Dentalhygieniker-Verbandes (ADHA), gebe es in den USA 296 Grundausbildungsprogramme für Dentalhygiene, 60 Colleges/Universitäten, die einen Bachelor offerieren, und zudem 17 Institutionen, die einen Master in Dentalhygiene anbieten. Internationale Informationen zu diesem Berufsbild gibt es über die International Federation of Dental Hygienists (IFDH), sowie über die European Dental Hygiene Federation (EDHF).

### Schweiz
In der Schweiz ist die Ausbildung zur dipl. Dentalhygienikerin HF / zum dipl. Dentalhygieniker HF auf der Stufe der Höheren Fachschule HF (Tertiärstufe B) angesiedelt. Zugelassen wird, wer einen Abschluss auf Sekundarstufe II, eine Fachmittelschule/Matura oder eine gleichwertige Ausbildung vorweisen kann. Das Anforderungsniveau orientiert sich an der Stufe 6 des europäischen Qualifikationsrahmens. Der Lehrgang dauert drei Jahre (5400 Lernstunden) und besteht je zur Hälfte aus theoretischem und praktischem Unterricht. Grundlage des Lehrganges ist ein eidgenössisch genehmigter Rahmenlehrplan.